# Stanley Bacon
Stanley Vivian Bacon (Camberwell, Londres, 13 d'agost de 1885 - Streatham, Londres, 13 d'octubre de 1952) va ser un lluitador anglès que va competir durant el primer quart del segle xx. Era germà dels també lluitadors Edgar i Ernest Bacon.
El 1908 va disputar els Jocs Olímpics de Londres, on guanyà la medalla d'or de la categoria del pes mitjà de lluita lliure, després de guanyar la final contra el també britànic George de Relwyskow. En aquests mateixos Jocs disputà la mateixa categoria, però de lluita grecoromana, quedant eliminat en vuitens de final.
Quatre anys més tard, als Jocs d'Estocolm, disputà la prova del pes mitjà de lluita grecoromana, quedant eliminat en la segona ronda. Després de la interrupció provocada per la Primera Guerra Mundial, el 1920 disputà els seus darrers Jocs, quedant eliminat en vuitens de final del pes mitjà de la lluita lliure.